# باشگاه فوتبال بیلریکای
باشگاه فوتبال بیلریکای تاون (به انگلیسی: Billericay Town Football Club) یک باشگاه فوتبال در شهر بیلریکای، کشور انگلستان است که در سال ۱۸۸۰ میلادی تأسیس شده‌است.